# Z3
Z3 – pierwszy działający, w pełni automatyczny komputer o zmiennym programie, zbudowany przez niemieckiego inżyniera Konrada Zusego w 1941 roku na bazie jego wcześniejszej, mechanicznej konstrukcji Z1. Maszyna była wykorzystywana w czasie wojny do obliczeń niezbędnych przy projektowaniu skrzydeł.
Z1 był maszyną mechaniczną, a Z3 przekaźnikową, lecz posiadały identyczną organizację. Wykonywały tylko dodawanie, odejmowanie, mnożenie, dzielenie i pierwiastkowanie na binarnych liczbach zmiennoprzecinkowych przechowywanych w 64 słowach pamięci. Program zapisany był na ośmiokanałowej taśmie perforowanej i wykonywany w miarę wczytywania. Dla realizacji pętli należało końce taśmy skleić w pętlę. Dane były wprowadzane przez klawiaturę, a wynik odczytywany z wyświetlacza.
Jedyny istniejący egzemplarz komputera został zniszczony przez Aliantów pod koniec wojny. W 1961 zbudowano jego replikę, którą można zobaczyć w Muzeum Techniki (Deutsches Museum) w Monachium.

## Dane Z3
- procesor:
  - system: binarny
  - czas mnożenia: 3 s
  - częstotliwość zegara: 5 ⅓ Hz
  - zawierał 600 przekaźników
- pamięć:
  - danych: 64 słowa 22-bitowe; zawierająca łącznie z układem sterowania 1800 przekaźników
  - programu: ośmiokanałowa taśma perforowana
- sterowanie mikroprogramowe
- urządzenie we/wy
  - klawiatura dziesiętna
  - wyświetlacz dziesiętny
- format danych: binarna liczba zmiennoprzecinkowa zawierająca:
  - bit znaku
  - 7 bitów wykładnika zapisanych jako liczba w kodzie uzupełnieniowym do dwóch
  - 14 bitów mantysy (pierwszy bit zawsze równy 1 nie był pamiętany)
  - każda liczba z wykładnikiem równym -64 jest zerem
  - każda liczba z wykładnikiem równym 63 jest nieskończonością
  - zakres liczb:
    - wewnętrzny: 2−63 = 1,08 × 10−19 do 262 = 4,61 × 1018
    - wprowadzanych: od 1 × 10−8 do 9999 × 108
    - wyświetlanych: od 1 × 10−8 do 19999 × 108
- waga: około 1000 kg
- konstruktor: Konrad Zuse

## Kompletność Turinga
O maszynie mówimy, że jest kompletna w sensie Turinga, kiedy można za jej pomocą zrealizować każdy algorytm. Powszechnie uważano, że Z3 nie spełniał tych wymogów, ponieważ nie posiadał instrukcji warunkowych, pierwszeństwo przyznając amerykańskiemu komputerowi ENIAC z 1944 roku. W 1998 roku Raúl Rojas udowodnił, że na komputerze Z3 można zaimplementować maszynę Turinga, arytmetycznie symulując instrukcje warunkowe i adresowanie pośrednie, co oznaczało, że komputer ten jest teoretycznie kompletny w sensie Turinga.

## Znaczenie
Z3 był maszyną wyprzedzającą swoją epokę. Współczesnym komputerom, mimo iż oparte są one na układach elektronicznych, pod względem działania bliżej jest właśnie do tego niemieckiego projektu, niż do amerykańskiego ENIAC-a. Powody, dla których nie był on szeroko znany, miały podłoże polityczne oraz społeczne – po wojnie głównym ośrodkiem rozwoju informatyki były Stany Zjednoczone i to właśnie tam, niezależnie, wynaleziono i spopularyzowano szereg rozwiązań wcześniej użytych w komputerach Z1 oraz Z3.

## Współczesne rekonstrukcje

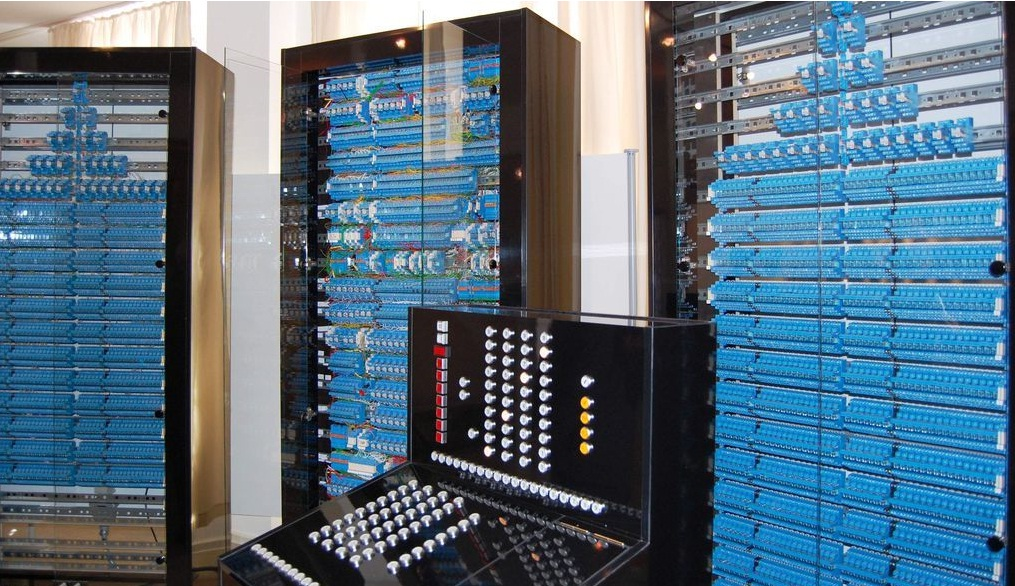
Rekonstrukcja Z3 Horsta Zuse z 2010

Współczesna rekonstrukcja pod kierownictwem Raúla Rojas i Horsta Zuse została rozpoczęta w 1997 i ukończona w 2003. Znajduje się w Muzeum Konrada Zuse w Hünfeld, Niemcy. Pamięć danych została zmniejszona o połowę (do 32 słów). Waga to ok. 30 kg.
W 2008 Horst Zuse rozpoczął własną rekonstrukcję Z3. Została ona zaprezentowana w 2010 w Muzeum Konrada Zuse.